# 曼加内塞斯德拉兰普雷亚纳
曼加内塞斯德拉兰普雷亚纳，是西班牙卡斯蒂利亚-莱昂萨莫拉省的一个市镇。 总面积60平方公里，总人口732人（2001年），人口密度12人/平方公里。